# إرنا شتاينبرغ
إرنا شتاينبرغ (بالألمانية: Erna Steinberg)‏ هي عداءة سريعة ألمانية، ولدت في 30 يونيو 1911، وتوفيت في 21 أبريل 2001.

## وصلات خارجية
- إرنا شتاينبرغ على موقع أوليمبيديا (الإنجليزية)